# Turnus
Turnus – postać w mitologii greckiej i rzymskiej, władca Rutulów.
Lawinia została mu obiecana przez matkę, ale ojciec miał wobec niej inne zamiary i dał rękę córki Eneaszowi. Wobec tego Turnus zebrał wojsko, by odeprzeć Eneasza. Gdy bitwa przybrała niepomyślny bieg dla Rutulów, Turnus wyzwał Eneasza na pojedynek, w którym został przez niego zabity.